# Meridiano 160 oeste
El meridiano 160 oeste de Greenwich es una línea de longitud que se extiende desde el Polo Norte atravesando el océano Ártico, América del Norte, el océano Pacífico, el océano Antártico y la Antártida hasta el Polo Sur.
El meridiano 160 oeste forma un gran círculo con el meridiano 20 este.
Comenzando en el Polo Norte y dirigiéndose hacia el Polo Sur, el meridiano 160 oeste pasa a través de:
| Coordenadas                         | País, territorio o mar | Notas |
| ----------------------------------- | ---------------------- | --- |
| 90°0′N 160°0′O / 90.000, -160.000   | Océano Ártico          | Mar de Chukotka |
| 71°34′N 160°0′O / 71.567, -160.000  | Mar de Chukotka        | |
| 70°40′N 160°0′O / 70.667, -160.000  | Estados Unidos         | Alaska |
| 58°53′N 160°0′O / 58.883, -160.000  | Mar de Bering          | Bahía de Bristol |
| 56°29′N 160°0′O / 56.483, -160.000  | Estados Unidos         | Alaska - Península de Alaska |
| 55°48′N 160°0′O / 55.800, -160.000  | Océano Pacífico        | Pasa justo al este de Karpa Island y Andronica Island, Alaska, Estados Unidos |
| 55°12′N 160°0′O / 55.200, -160.000  | Estados Unidos         | Alaska - Nagai Island |
| 55°2′N 160°0′O / 55.033, -160.000   | Océano Pacífico        | Pasa entre las islas Niihau y Kauai, Hawaii, Estados Unidos Pasa justo al este de la Isla Jarvis, Islas Ultramarinas Menores de los Estados Unidos Pasa justo al oeste de la isla Aitutaki, Islas Cook Pasa justo al oeste de la isla Rarotonga, Islas Cook |
| 60°0′S 160°0′O / -60.000, -160.000  | Océano Antártico       | |
| 77°59′S 160°0′O / -77.983, -160.000 | Antártida              | Dependencia Ross, reclamada por Nueva Zelanda |